# Röderland
Röderland é um município da Alemanha, situado no distrito de Elbe-Elster, no estado de Brandemburgo. Tem 46,06 km² de área, e sua população em 2019 foi estimada em 3.853 habitantes.